# John Money
John Money (ur. 8 lipca 1921 w Morrinsville, Nowa Zelandia, zm. 7 lipca 2006) – nowozelandzko-amerykański psycholog, seksuolog, specjalizujący się w badaniach nad tożsamością seksualną i biologią płci.

## Życiorys
W 1944 roku ukończył studia na Uniwersytecie Wiktorii w Wellingtonie w Nowej Zelandii. Po ukończeniu studiów rozpoczął pracę jako wykładowca, następnie w 1947 roku wyemigrował do Stanów Zjednoczonych. Przez rok pracował jako psychiatra, następnie został przyjęty na studia doktoranckie na Uniwersytecie Harvarda. Studia te ukończył w 1952 roku, jego praca doktorska dotyczyła hermafrodytyzmu. Jeszcze przed ukończeniem doktoratu rozpoczął pracę w szpitalu im. Johna Hopkinsa, gdzie pracował w oddziale zajmującym się endokrynologią, dział ten był powiązany zarówno z pediatrią jak i psychiatrią. W szpitalu tym zatrudniony był przez całą swoją karierę zawodową. Money jest autorem około 2000 publikacji (książek, artykułów naukowych, recenzji). 
W latach 60. Money stworzył teorię, w myśl której tożsamość seksualna jest uwarunkowana przez szereg różnych czynników a nie przez jedną przyczynę np. czynnik biologiczny. Wprowadził do użytku naukowego pojęcia płci kulturowej (ang. gender) i ról płciowych (ang. gender roles). Pojęcia te miały odnosić się do społecznych uwarunkowań płci, odmiennych od czynników biologicznych. Mimo że niejednokrotnie mu się to przypisuje, nie był twórcą terminu tożsamość płciowa (ang. gender identity). 

## Teoria tożsamości płciowej
W okresie początkowej działalności Moneya uważano, że o płci człowieka decydują wyłącznie gonady. Podejście to sprawdzało się w większości przypadków, ale nie działało w przypadku niektórych form interpłciowości. Money zaproponował siedem kryteriów, które powinny być stosowane przy decydowaniu o płci dziecka, którego genitalia są niejednoznaczne.
1. Chromosomy płciowe (XX lub XY)
2. Struktura gonad (jajniki lub jądra)
3. Morfologia zewnętrznych narządów płciowych
4. Morfologia wewnętrznych narządów płciowych
5. Status hormonalny
6. Płeć, w jakiej wychowywane jest dziecko
7. Rola związana z płcią (ang. gender role)[6]

Szczególnie nowatorskie było pojęcie roli płciowej. Oznaczało ono według Moneya: "wszystko to, co dana osoba mówi i robi, aby pokazać, że jest chłopcem albo mężczyzną, dziewczynką albo kobietą".
Money sądził, że płeć kulturowa (ang. gender) kształtuje się w trzyfazowym procesie, w którym kluczową rolę odgrywają hormony. Pierwszy okres to okres ciąży, gdy wydzielanie się hormonów (estrogen, testosteron) kształtuje w odpowiedni sposób mózg. Po urodzeniu pod wpływem ukształtowania mózgu i działania hormonów dziecko wchodzi w kontakty z otoczeniem, wywołuje to reakcje otoczenia, które traktuje osobę jako chłopca lub dziewczynkę. Tożsamość seksualną ostatecznie kształtuje się w okresie dojrzewania.
Uznawał, że tożsamość płciowa jest plastyczna do 18. miesiąca życia dziecka. Nowatorstwo jego teorii polegało na tym, że kładł nacisk na wpływ wychowania na kształtowanie się tożsamości płciowej.

## Kontrowersje
Pod wpływem Moneya w szpitalu im. Johna Hopkinsa wykonywano operacje korekcji genitaliów nie tylko na niemowlętach interpłciowych, ale także na dzieciach, których genitalia odbiegały od wzorców (np. usuwano penisa i jądra dzieciom o zbyt małym penisie i zalecano wychowywanie dziecka jako dziewczynki). Praktyka ta została potępiona przez ONZ, organizacje działające na rzecz praw człowieka (Human Rights Watch) i organizacje osób interpłciowych. 
W kwestii pedofilii, Money twierdził, że zarówno badacze seksualni, jak i opinia publiczna nie rozróżniają „pedofilii romantycznej” od „sadystycznej”. W latach 1980. bywał krytykowany za poglądy o warunkowej dopuszczalności pedofilli oraz kazirodztwa, a także za traktowanie heteroseksualności jako „ideologicznej koncepcji społecznej”. 